# Stazione di Yahaba
La stazione di Yahaba (矢幅駅?, Yahaba-eki) è una stazione ferroviaria situata nella cittadina di Yahaba, nella prefettura di Iwate, ed è servita dalla linea principale Tōhoku della JR East.

## Linee ferroviarie
East Japan Railway Company
■ Linea principale Tōhoku

## Struttura
La stazione è costituita da un marciapiede laterale e uno a isola collegati da sovrappassaggio con due binari passanti. Si trova sotto il viadotto del Tōhoku Shinkansen. La biglietteria è aperta dalle 7:25 alle 17:50 nei giorni feriali, e dalle 8:35 alle 17:50 il sabato e i festivi.
| 1 | ■ Linea principale Tōhoku | per Kitakami e Ichinoseki |
| 2 | ■ Linea principale Tōhoku | binario di servizio       |
| 3 | ■ Linea principale Tōhoku | per Morioka               |

## Stazioni adiacenti
| «                       | Servizio                | »                       |
| Linea principale Tōhoku | Linea principale Tōhoku | Linea principale Tōhoku |
| ----------------------- | ----------------------- | ----------------------- |
| Furudate                | Locale                  | Iwate-Iioka             |
| Hanamaki →              | Rapido Aterui           | → Senbokuchō            |
| Hanamaki                | Rapido Hamayuri         | Morioka                 |